# Zona metropolitana di Brașov
La Zona metropolitana di Brașov è stata istituita nel 2007 e comprende oltre al municipio anche 12 comuni limitrofi.
Al pari delle zone delle altre città l'obiettivo è quello di attrarre investimenti e coordinare il miglioramento di infrastrutture
La superficie totale è di 1368,5 km² con una popolazione di 403.867 abitanti.

## Comuni
Oltre al municipio di Brașov compongono l'area metropolitana i seguenti comuni:
- Codlea
- Săcele
- Ghimbav
- Predeal
- Râșnov
- Cristian
- Sânpetru
- Hălchiu
- Tărlungeni
- Prejmer
- Bod
- Hărman